# FA Cup 1880-1881
De FA Cup 1880-1881 was de 10de editie van de oudste bekercompetitie van de wereld in het voetbal, de Engelse FA Cup. De FA Cup werd gewonnen door Old Carthusians. Het was de eerste en enige eindwinst in de FA Cup voor deze club. Aan het toernooi zouden 62 teams deelnemen, acht meer dan vorig seizoen. Vier teams speelden echter nooit een wedstrijd.

## Voorrondes

### Eerste ronde
| Thuisclub            | Score     | Bezoekers            | Datum            |
| -------------------- | --------- | -------------------- | ---------------- |
| Darwen               | 8-0       | Brigg                | 13 november 1880 |
| Reading              | 5-1       | Hotspur              | 13 november 1880 |
| Sheffield            | 5-4       | Blackburn Olympic    | 30 oktober 1880  |
| Royal Engineers      | 0-0       | Remnants             | 13 november 1880 |
| Marlow               | 6-0       | Clarence             | 30 oktober 1880  |
| Maidenhead           | 1-1       | Old Harrovians       | 13 november 1880 |
| Clapham Rovers       | 15-0      | Finchley             | 13 november 1880 |
| Upton Park           | 8-1       | Mosquitos            | 13 november 1880 |
| Pilgrims             | Walk-over | Old Philberdians     |                  |
| Swifts               | 1-1       | Old Foresters        | 6 november 1880  |
| Herts Rangers        | 6-0       | Barnes               | 6 november 1880  |
| Rochester            | 1-2       | Dreadnought          | 13 november 1880 |
| Notts County         | 4-4       | Derbyshire           | 4 november 1880  |
| Nottingham Forest    | Walk-over | Caius College        |                  |
| Romford              | 1-1       | Reading Minster      | 13 november 1880 |
| Grey Friars          | 0-0       | Windsor Home Park    | 13 november 1880 |
| Brentwood            | 0-10      | Old Etonians         | 6 november 1880  |
| West End             | 1-0       | Hanover United       | 6 november 1880  |
| Blackburn Rovers     | 6-2       | Sheffield Providence | 30 oktober 1880  |
| St Peter's Institute | 1-8       | Hendon               | 6 november 1880  |
| Aston Villa          | 5-3       | Wednesbury Strollers | 30 oktober 1880  |
| Stafford Road        | 7-0       | Spilsby              | 6 november 1880  |
| Turton               | 5-0       | Brigg Brittania      | 16 oktober 1880  |
| Old Carthusians      | 7-0       | Saffron Walden Town  | 23 oktober 1880  |
| Acton                | 1-1       | Kildare              | 13 november 1880 |
| Calthorpe            | 1-2       | Grantham             | 11 november 1880 |
| Sheffield Wednesday  | Walk-over | Queen's Park         |                  |
| Astley Bridge        | 4-0       | Eagley               | 30 oktober 1880  |
| Weybridge Swallows   | 3-1       | Henley               | 13 november 1880 |
| Reading Abbey        | 1-0       | St Albans            | 13 november 1880 |
| Rangers              | Walk-over | Wanderers            |                  |

### Eerste ronde - Replays
| Thuisclub         | Score     | Bezoekers       | Datum            |
| ----------------- | --------- | --------------- | ---------------- |
| Remnants          | 0-1       | Royal Engineers | 20 november 1880 |
| Old Harrovians    | 0-1       | Maidenhead      | 20 november 1880 |
| Old Foresters     | 1-2       | Swifts          | 20 november 1880 |
| Derbyshire        | 2-4       | Notts County    | 27 november 1880 |
| Romford           | Walk-over | Reading Minster |                  |
| Windsor Home Park | 1-3       | Grey Friars     | 20 november 1880 |
| Kildare           | 0-5       | Acton           | 20 november 1880 |

### Tweede ronde
| Thuisclub          | Score | Bezoekers           | Datum            |
| ------------------ | ----- | ------------------- | ---------------- |
| Grantham           | 1-1   | Stafford Road       | 11 december 1880 |
| Reading            | 0-1   | Swifts              | 18 december 1880 |
| Sheffield          | 1-5   | Darwen              | 18 december 1880 |
| Royal Engineers    | 1-0   | Pilgrims            | 9 december 1880  |
| Marlow             | 4-0   | West End            | 11 december 1880 |
| Clapham Rovers     | Bye   |                     |                  |
| Old Etonians       | 2-0   | Hendon              | 4 december 1880  |
| Herts Rangers      | Bye   |                     |                  |
| Notts County       | Bye   |                     |                  |
| Nottingham Forest  | 1-2   | Aston Villa         | 4 december 1880  |
| Romford            | Bye   |                     |                  |
| Grey Friars        | 1-0   | Maidenhead          | 11 december 1880 |
| Blackburn Rovers   | 0-4   | Sheffield Wednesday | 18 december 1880 |
| Old Carthusians    | 5-1   | Dreadnought         | 11 december 1880 |
| Astley Bridge      | 0-3   | Turton              | 18 december 1880 |
| Weybridge Swallows | 0-3   | Upton Park          | 18 december 1880 |
| Reading Abbey      | 2-1   | Acton               | 11 december 1880 |
| Rangers            | Bye   |                     |                  |

### Tweede ronde - Replay
| Thuisclub     | Score | Bezoekers | Datum            |
| ------------- | ----- | --------- | ---------------- |
| Stafford Road | 7-1   | Grantham  | 16 december 1880 |

### Derde ronde
| Thuisclub       | Score | Bezoekers           | Datum            |
| --------------- | ----- | ------------------- | ---------------- |
| Darwen          | Bye   |                     |                  |
| Royal Engineers | 6-0   | Rangers             | 9 februari 1881  |
| Marlow          | Bye   |                     |                  |
| Clapham Rovers  | 2-1   | Swifts              | 8 januari 1881   |
| Upton Park      | Bye   |                     |                  |
| Herts Rangers   | 0-3   | Old Etonians        | 5 februari 1881  |
| Notts County    | 1-3   | Aston Villa         | 12 februari 1881 |
| Romford         | 2-0   | Reading Abbey       | 12 februari 1881 |
| Grey Friars     | Bye   |                     |                  |
| Stafford Road   | Bye   |                     |                  |
| Turton          | 0-2   | Sheffield Wednesday | 8 januari 1881   |

### Vierde ronde
| Thuisclub       | Score | Bezoekers           | Datum            |
| --------------- | ----- | ------------------- | ---------------- |
| Darwen          | 5-2   | Sheffield Wednesday | 5 februari 1881  |
| Clapham Rovers  | 5-4   | Upton Park          | 12 februari 1881 |
| Old Etonians    | 4-0   | Grey Friars         | 19 februari 1881 |
| Romford         | 2-1   | Marlow              | 19 februari 1881 |
| Aston Villa     | 2-3   | Stafford Road       | 19 februari 1881 |
| Old Carthusians | 2-0   | Royal Engineers     | 19 februari 1881 |

### Vijfde ronde
| Thuisclub       | Score | Bezoekers      | Datum         |
| --------------- | ----- | -------------- | ------------- |
| Darwen          | 15-0  | Romford        | 5 maart 1881  |
| Stafford Road   | 1-2   | Old Etonians   | 19 maart 1881 |
| Old Carthusians | 3-1   | Clapham Rovers | 19 maart 1881 |

## Halve finale
| Thuisclub       | Score | Bezoekers | Datum         |
| --------------- | ----- | --------- | ------------- |
| Old Etonians    | Bye   |           |               |
| Old Carthusians | 4-1   | Darwen    | 26 maart 1881 |

## Finale
| Thuisclub       | Score | Bezoekers    | Datum        |
| --------------- | ----- | ------------ | ------------ |
| Old Carthusians | 3-0   | Old Etonians | 9 april 1881 |